# Загер Соломон Якимович
Соломон Якимович Загер (1892, місто Бердичів, тепер Житомирської області — розстріляний 3 вересня 1937, місто Київ) — радянський державний діяч, голова Чернігівського облвиконкому. Член ВУЦВК.

## Біографія
Народився в Бердичеві в єврейській родині.
Член РКП(б) з 1920 року.
На 1925 рік — голова правління Харківського міського банку. З лютого 1927 року працював керуючим Торгово-промислового банку (Української філії/контори Промислового банку СРСР (Промбанку)) в місті Харкові.
Потім — на відповідальній радянській роботі. Обирався головою виконавчого комітету Чернігівської районної ради.
З серпня 1930 року — член колегії Народного комісаріату торгівлі УСРР.
З лютого 1932 по 1934 рік — 2-ий заступник голови виконавчого комітету Харківської обласної ради.
У 1934—1937 роках — голова виконавчого комітету Чернігівської обласної ради.
У 1937 році — керуючий тресту «Укрбудлегпром».
30 червня 1937 року заарештований органами НКВС у місті Києві. Обвинувачувався у приналежності до контрреволюційної троцькістської терористичної  організації. Засуджений 2 вересня 1937 року Військовою Колегією Верховного Суду СРСР за ст. 54-7, 54-8, 54-11 КК УРСР до вищої міри покарання. Розстріляний 3 вересня 1937 року. Посмертно реабілітований 5 лютого 1956 року.

## Родина
Був чоловіком Антоніни Петровської, дочки голови ВУЦВК Григорія Петровського. Дочка — Ірина Соломонівна Загер.